# 黑冠斑翅鹛
黑冠斑翅鹛，是雀形目噪鶥科斑翅鹛属下的一种鳥類。僅分布于老挝和越南。全球活动范围约为6,000平方千米。该物种的保护状况被评为近危。
黑冠斑翅鹛的栖息地包括种植园、亚热带或热带的高海拔的草原、疏灌丛和湿润山地林。其體重平均約38.4公克，鳥喙寬平均4.7公釐、深平均5.6公釐、嘴峰長平均约18.2公釐；翼長约85.5公釐；跗蹠约31.0公釐；尾長约123.5公釐。

## 外部連結
- 维基共享资源上的相關多媒體資源：黑冠斑翅鶥
- 維基物種上的相關：黑冠斑翅鶥